# Canton de Locminé
Le canton de Locminé est une ancienne division administrative française, située dans le département du Morbihan et la région Bretagne.

## Composition
Le canton de Locminé regroupait les communes suivantes :
| Nom                 | Code Insee | Intercommunalité              | Superficie (km2) | Population (dernière pop. légale) | Densité (hab./km2) |
| ------------------- | ---------- | ----------------------------- | ---------------- | --------------------------------- | ------------------ |
| Locminé (chef-lieu) | 56117      | CC Centre Morbihan Communauté | 4,86             | 4 147 (2014)                      | 853                |
| La Chapelle-Neuve   | 56039      | CC Baud Communauté            | 21,87            | 944 (2014)                        | 43                 |
| Moréac              | 56140      | CC Centre Morbihan Communauté | 60,30            | 3 802 (2014)                      | 63                 |
| Moustoir-Ac         | 56141      | CC Centre Morbihan Communauté | 33,92            | 1 808 (2014)                      | 53                 |
| Moustoir-Remungol   | 56142      | CC Locminé Communauté         | 12,42            | 671 (2013)                        | 54                 |
| Naizin              | 56144      | CC Locminé Communauté         | 40,99            | 1 790 (2013)                      | 44                 |
| Plumelin            | 56174      | CC Centre Morbihan Communauté | 31,33            | 2 761 (2014)                      | 88                 |
| Remungol            | 56192      | CC Locminé Communauté         | 26,93            | 955 (2013)                        | 35                 |

## Représentation

### Conseillers généraux de 1833 à 2015
| Période | Période      | Identité                                                      | Étiquette           | Qualité |
| ------- | ------------ | ------------------------------------------------------------- | ------------------- | --- |
| 1833    | 1867 (décès) | Jean-Baptiste Cassac (1797-1867)                              |                     | Notaire, maire de Locminé |
| 1867    | 1871         | Marquis Alexandre de Rosnyvinen de Piré                       | Majorité dynastique | Député d'Ille-et-Vilaine (1856-1870)                                                                                                   |
| 1871    | 1896 (décès) | Comte Gabriel de Lambilly (1834-1896)                         | Royaliste           | Officier d'infanterie Propriétaire à Taupont, Président du Conseil Général                                                             |
| 1896    | 1913         | Comte Claude-René de Lambilly (fils du précédent) (1865-1946) | Droite Royaliste    | Propriétaire à Taupont |
| 1913    | 1919         | Jean Coëtmeur                                                 | Républicain         | Maire de Naizin |
| 1919    | 1940         | Jean-Joachim Le Garel (1875-1962)                             | Rad.                | Commerçant à Moréac Nommé conseiller départemental en 1943                                                                             |
| 1940    | 1945         | vacant                                                        |                     | |
| 1945    | 1949         | Jean-Joachim Le Garel                                         | Rad.                | Commerçant à Moréac |
| 1949    | 1967         | Yves Kerrand (1901-1973)                                      | DVD                 | Notaire Maire de Locminé |
| 1967    | 1977 (décès) | Abbé Hervé Laudrin                                            | UDR                 | Licencié ès-Lettres Philosophie Ancien Capitaine Aumônier des Forces Françaises Libres Député (1958-1977) Maire de Locminé (1965-1977) |
| 1977    | 1992         | Sylvie Sioc'Han de Kersabiec                                  | DVD                 | Propriétaire du château du Resto Maire de Moustoir-Ac (1971-1995) Suppléante du député Jean-Charles Cavaillé                           |
| 1992    | 2015         | Gérard Lorgeoux                                               | RPR puis UMP        | Imprimeur Député (2002-2012) Maire de Locminé (1995-2007) Vice-Président du Conseil Général                                            |

Un nouveau découpage territorial du Morbihan entre en vigueur à l'occasion des élections départementales de 2015. Il est défini par le décret du 21 février 2014, en application des lois du 17 mai 2013 (loi organique 2013-402 et loi 2013-403).

En vertu de ce nouveau découpage, le canton de Locminé, à l'exception de la commune de Moréac, a intégré le nouveau canton de Grand-Champ, dont le bureau centralisateur est situé à Grand-Champ.

### Conseillers d'arrondissement (de 1833 à 1940)
| Période                                  | Période | Identité                                                  | Étiquette               | Qualité |
| ---------------------------------------- | ------- | --------------------------------------------------------- | ----------------------- | --- |
| 1833                                     |         | Pierre Coëtmeur (1791-1872)                               |                         | Cultivateur, maire de Naizin                                                                                |
|                                          |         |                                                           |                         | |
| 1877                                     | 1919    | Jean-Marie Le Bras                                        | Libéral                 | Maire de Moréac                                                                                             |
| 1919                                     | 1922    | Pierre Laudrin                                            | Radical                 | Propriétaire-cultivateur au Bellevo, Locminé                                                                |
| 1922                                     | 1928    | Jean-Pierre Le Corvec                                     | Républicain indépendant | Agent d'assurances à Locminé                                                                                |
| 1928                                     | 1940    | Jean-Marie Coëtmeur (1866-1947, petit-fils de P.Coëtmeur) | PDP                     | Maire de Naizin                                                                                             |
| 1940                                     |         |                                                           |                         | Les conseils d'arrondissement ont été suspendus par la loi du 12 octobre 1940 et n'ont jamais été réactivés |
| Les données manquantes sont à compléter. |         |                                                           |                         | |

## Démographie
| 1962   | 1968   | 1975   | 1982   | 1990   | 1999   | 2006   | 2011   | 2012   |
| ------ | ------ | ------ | ------ | ------ | ------ | ------ | ------ | ------ |
| 13 924 | 13 279 | 13 273 | 13 310 | 13 188 | 13 329 | 15 042 | 16 499 | 16 657 |